# Eddie Jones (cestista)
Eddie Charles Jones (Pompano Beach, 20 ottobre 1971) è un ex cestista statunitense, professionista nella NBA..

## Carriera
Il 16 ottobre 2008, dopo la cessione dai Dallas Mavericks agli Indiana Pacers e l'immediato taglio da parte di questi ultimi, dichiarò di non voler prendere parte alla National Basketball Association 2008-2009. Pur non avendo formalmente annunciato il ritiro, da allora non ha più giocato.

## Statistiche
| * | Primo nella lega |

### NCAA
| Anno      | Squadra     | PG | PT | MP   | TC%  | 3P%  | TL%  | RP  | AP  | PRP | SP  | PP   |
| --------- | ----------- | -- | -- | ---- | ---- | ---- | ---- | --- | --- | --- | --- | ---- |
| 1991-1992 | Temple Owls | 29 | -  | 26,3 | 43,7 | 35,1 | 54,7 | 4,2 | 1,0 | 2,0 | 0,7 | 11,4 |
| 1992-1993 | Temple Owls | 32 | -  | 36,5 | 45,8 | 34,8 | 60,3 | 7,0 | 1,8 | 2,2 | 1,3 | 17,0 |
| 1993-1994 | Temple Owls | 31 | -  | 38,2 | 47,0 | 35,2 | 66,2 | 6,8 | 1,9 | 2,3 | 1,5 | 19,2 |
| Carriera  | Carriera    | 92 | -  | 33,9 | 45,8 | 35,0 | 61,4 | 6,1 | 1,6 | 2,1 | 1,2 | 16,0 |

### NBA

#### Regular season
| Anno      | Squadra           | PG  | PT  | MP   | TC%  | 3P%  | TL%  | RP  | AP  | PRP  | SP  | PP   |
| --------- | ----------------- | --- | --- | ---- | ---- | ---- | ---- | --- | --- | ---- | --- | ---- |
| 1994-1995 | L.A. Lakers       | 64  | 58  | 31,0 | 46,0 | 37,0 | 72,2 | 3,9 | 2,0 | 2,0  | 0,6 | 14,0 |
| 1995-1996 | L.A. Lakers       | 70  | 66  | 31,2 | 49,2 | 36,6 | 73,9 | 3,3 | 3,5 | 1,8  | 0,6 | 12,8 |
| 1996-1997 | L.A. Lakers       | 80  | 80  | 37,5 | 43,8 | 39,1 | 81,9 | 4,1 | 3,4 | 2,4  | 0,6 | 17,2 |
| 1997-1998 | L.A. Lakers       | 80  | 80  | 36,4 | 48,4 | 38,9 | 76,5 | 3,8 | 3,1 | 2,0  | 0,7 | 16,9 |
| 1998-1999 | L.A. Lakers       | 20  | 20  | 36,2 | 42,3 | 31,3 | 73,8 | 3,8 | 3,1 | 1,8  | 1,2 | 13,6 |
| 1998-1999 | Charlotte Hornets | 30  | 30  | 38,6 | 44,6 | 35,9 | 80,1 | 3,9 | 4,2 | 3,0  | 1,1 | 17,0 |
| 1999-2000 | Charlotte Hornets | 72  | 72  | 39,0 | 42,7 | 37,5 | 86,4 | 4,8 | 4,2 | 2,7* | 0,7 | 20,1 |
| 2000-2001 | Miami Heat        | 63  | 58  | 36,2 | 44,5 | 37,8 | 84,4 | 4,6 | 2,7 | 1,7  | 0,9 | 17,4 |
| 2001-2002 | Miami Heat        | 81  | 81  | 39,0 | 43,2 | 39,0 | 83,7 | 4,7 | 3,2 | 1,4  | 1,0 | 18,3 |
| 2002-2003 | Miami Heat        | 47  | 47  | 38,1 | 42,3 | 40,7 | 82,2 | 4,8 | 3,7 | 1,4  | 0,7 | 18,5 |
| 2003-2004 | Miami Heat        | 81  | 81  | 37,0 | 40,9 | 37,0 | 83,5 | 3,8 | 3,2 | 1,1  | 0,4 | 17,3 |
| 2004-2005 | Miami Heat        | 80  | 80  | 35,5 | 42,8 | 37,2 | 80,6 | 5,1 | 2,7 | 1,1  | 0,5 | 12,7 |
| 2005-2006 | Memphis Grizzlies | 75  | 75  | 32,5 | 40,4 | 35,6 | 78,1 | 3,7 | 2,4 | 1,7  | 0,4 | 11,8 |
| 2006-2007 | Memphis Grizzlies | 29  | 14  | 19,3 | 37,7 | 29,7 | 73,5 | 2,1 | 1,1 | 0,8  | 0,1 | 5,6  |
| 2006-2007 | Miami Heat        | 35  | 27  | 29,5 | 44,6 | 37,8 | 82,9 | 3,7 | 2,2 | 1,3  | 0,2 | 9,5  |
| 2007-2008 | Dallas Mavericks  | 47  | 33  | 19,6 | 36,7 | 29,3 | 71,4 | 2,8 | 1,5 | 0,6  | 0,2 | 3,7  |
| Carriera  | Carriera          | 954 | 902 | 34,4 | 43,7 | 37,3 | 80,9 | 4,0 | 2,9 | 1,7  | 0,6 | 14,8 |
| All-Star  | All-Star          | 3   | 1   | 21,0 | 46,7 | 18,2 | 55,6 | 5,3 | 1,7 | 1,3  | 0,7 | 11,7 |

#### Play-off
| Anno     | Squadra           | PG | PT | MP   | TC%  | 3P%  | TL%   | RP  | AP  | PRP  | SP  | PP   |
| -------- | ----------------- | -- | -- | ---- | ---- | ---- | ----- | --- | --- | ---- | --- | ---- |
| 1995     | L.A. Lakers       | 10 | 0  | 28,6 | 37,5 | 44,4 | 71,4  | 3,2 | 2,0 | 0,8  | 0,9 | 8,7  |
| 1996     | L.A. Lakers       | 4  | 4  | 38,8 | 55,1 | 52,6 | 62,5  | 5,3 | 1,5 | 2,0  | 0,3 | 17,3 |
| 1997     | L.A. Lakers       | 9  | 9  | 31,4 | 45,8 | 37,5 | 74,3  | 3,4 | 3,2 | 1,0  | 0,4 | 11,2 |
| 1998     | L.A. Lakers       | 13 | 13 | 36,6 | 46,6 | 41,7 | 82,9  | 3,9 | 2,5 | 2,0  | 1,6 | 17,0 |
| 2000     | Charlotte Hornets | 4  | 4  | 42,8 | 37,9 | 34,6 | 93,8  | 5,0 | 4,8 | 2,5* | 0,8 | 17,0 |
| 2001     | Miami Heat        | 3  | 3  | 36,0 | 50,0 | 43,8 | 85,7  | 6,0 | 2,3 | 1,0  | 0,3 | 19,0 |
| 2004     | Miami Heat        | 13 | 13 | 36,8 | 36,6 | 29,9 | 80,0  | 3,6 | 2,2 | 1,4  | 0,8 | 13,2 |
| 2005     | Miami Heat        | 15 | 15 | 40,1 | 45,5 | 40,0 | 73,8  | 5,8 | 2,6 | 1,2  | 0,6 | 13,7 |
| 2006     | Memphis Grizzlies | 4  | 3  | 29,8 | 48,3 | 42,9 | 66,7  | 2,8 | 2,5 | 0,8  | 0,3 | 10,3 |
| 2007     | Miami Heat        | 3  | 2  | 22,0 | 22,2 | 16,7 | 83,3  | 2,0 | 1,7 | 0,3  | 0,3 | 3,3  |
| 2008     | Dallas Mavericks  | 3  | 0  | 7,3  | 33,3 | 25,0 | 100,0 | 1,0 | 0,3 | 0,3  | 0,0 | 2,0  |
| Carriera | Carriera          | 81 | 66 | 34,1 | 43,3 | 38,3 | 78,3  | 4,0 | 2,4 | 1,3  | 0,8 | 12,8 |

#### Massimi in carriera
- Massimo di punti: 38 vs Golden State Warriors (14 dicembre 2002)[1]
- Massimo di rimbalzi: 13 (2 volte)
- Massimo di assist: 12 vs Vancouver Grizzlies (3 dicembre 1999)
- Massimo di palle rubate: 9 vs Indiana Pacers (4 novembre 1999)
- Massimo di stoppate: 6 vs Portland Trail Blazers (24 aprile 1998)
- Massimo di minuti giocati: 53 vs San Antonio Spurs (13 novembre 1997)

## Palmarès
- NBA All-Rookie First Team (1995)
- All-NBA Third Team (2000)
- 3 volte NBA All-Defensive Second Team (1998, 1999, 2000)
- 3 volte NBA All-Star (1997, 1998, 2000)
- Migliore nella NBA nelle palle rubate (2000)
- Trentaduesimo miglior giocatore per palle rubate di sempre NBA